# Stolonica truncata
Stolonica truncata är en sjöpungsart som beskrevs av Kott 1972. Stolonica truncata ingår i släktet Stolonica och familjen Styelidae. Inga underarter finns listade i Catalogue of Life.